# 褐斑帶天竺鯛
褐斑帶天竺鯛（学名：Taeniamia fucata），又稱褐斑长鳍天竺鲷，为輻鰭魚綱鈎頭魚目天竺鲷科长鳍天竺鲷属的鱼类。分布于从琉球群岛到热带印度、西太平洋、马绍尔岛、台湾岛等。本魚體延長，呈橢圓形，體稍側扁，頭大、眼大、口大且斜裂，頜齒細小，鋤骨和腭骨通常具齒，舌上無齒，前鰓蓋骨邊緣具鋸齒，鰓蓋骨後緣棘不發達，體被弱櫛鱗，胸腔及肛門附近有發光器官，體側有多條黃色或橙色細紋，吻端到眼前緣有一條黃線紋，尾柄處有一黑色圓斑，背鰭硬棘7枚、背鰭軟條9枚、臀鰭硬棘2枚、臀鰭軟條15-18枚，體長可達10公分，棲息在有遮蔽的海灣或潟湖，夜間成群活動，屬肉食性，以浮游生物為食，繁殖期時，雄魚具有口孵習性，卵約7日化成仔魚，由雄魚吐出，具短暫的仔魚飄浮期，生活習性不明。该物种的模式产地在Pinang海。